# آناپلاسموز
آناپلاسموز (Anaplasmosis) یک بیماری منتقله از کنه است که بر نشخوارکنندگان، سگ‌ها و اسب‌ها تأثیر می‌گذارد و توسط باکتری آناپلاسما ایجاد می‌شود. آناپلاسموز یک بیماری عفونی است اما مُسری نیست. آناپلاسموز گاه «کیسهٔ زرد» یا «تب زرد» نیز نامیده می‌شود زیرا جانور آلوده می‌تواند ظاهر زردی داشته باشد. سایر علائم این عفونت عبارت‌اند از کاهش وزن، اسهال، رنگ‌پریدگی پوست، رفتار پرخاشگرانه و تب بالا.
بسیاری از گونه‌های مختلف کنه می‌توانند حامل باکتری‌هایی باشند که باعث آناپلاسموز می‌شوند. دو پاتوژن اصلی، باکتری آناپلاسما مارجیناله و آناپلاسما فاگوسیتوفیلوم هستند. این میکروارگانیسم‌ها گرم-منفی هستند و گلبول‌های قرمز را آلوده می‌کنند. هنگامی که میزبان به آناپلاسموز آلوده می‌شود، دستگاه ایمنی سعی می‌کند با گلبول‌های قرمز آلوده مبارزه کند و آن‌ها را از بین ببرد، اما افزون بر آن‌ها گلبول‌های قرمز سالم را نیز از بین می‌برد. گونهٔ Anaplasma sparouinense مسئول یک بیماری مشترک انسان و دام نادر به‌نام آناپلاسموز Sparouine است که تنها در گویان فرانسه در آمریکای جنوبی شناسایی شده است. این بیماری از یک جویندهٔ مخفیانهٔ طلا کیه در اعماق جنگل‌های بارانی کار می‌کرد توصیف شد. عفونت گلبول‌های قرمز او منجر به وخامت شدید سلامتی وی و بستری شدن در بیمارستان شد. بررسی‌های مولکولی نشان داد که Anaplasma sparouinense از همهٔ گونه‌های شناخته‌شده، متمایز است و از نظر ژنتیکی بیشتر به گونه‌های آناپلاسما که اخیراً توصیف شده‌اند، مرتبط است که باعث عفونت در جانوران وحشی جنگل‌های بارانی برزیل می‌شود.
هیچ واکسن زنده یا غیرفعال مؤثری برای همهٔ سویه‌های A. marginale وجود ندارد که توسط وزارت کشاورزی ایالات متحدهٔ آمریکا برای پیشگیری از آناپلاسموز تأیید شده باشد، اما روش‌های پیشگیری دیگری نیز وجود دارد. کنترل مگس و کنه‌های گله‌های نشخوارکنندگان می‌تواند مؤثر باشد اما در عین حال کار پر زحمت و فشرده‌ای است. همچنین می‌توان از روش‌های شیمیایی از جمله ضدعفونی کردن تجهیزات جراحی استفاده کرد. داروهای تتراسایکلین رایج‌ترین درمان برای آناپلاسموز هستند و می‌توانند برای مدتی برای جانوران ایمنی ایجاد کنند. این بیماری در بخش‌های جنوبی و غربی ایالات متحده شایع‌تر است، اما از زمان استفاده از داروهای تتراسایکلین دیگر به‌عنوان یک مشکل عمده در نظر گرفته نمی‌شود.

## درمان
رایج‌ترین روش درمان، استفاده از داروهای تتراسایکلین (شامل تتراسایکلین، کلرتتراسایکلین، اکسی تتراسایکلین، رولی‌تتراسایکلین، داکسی‌سایکلین و مینوسایکلین) و ایمیدوکرب است. تزریق داروهای تتراسایکلین می‌تواند به نشخوارکنندگان نسبت به گونه‌های آناپلاسما برای دست‌کم هشت ماه مصونیت بدهد. نشان داده شده است که ایمیدوکارب در برابر آناپلاسما مارجیناله بسیار مؤثر است، اما به‌عنوان یک سرطان‌زای احتمالی شناسایی شده است و در ایالات متحده یا اروپا تأیید نشده است. کشورهایی مانند آفریقای جنوبی، استرالیا، اسرائیل و آمریکای جنوبی از واکسن‌های زندهٔ حاوی آناپلاسما سنترال عفونی برای جلوگیری از عفونت آناپلاسما مارجیناله استفاده کرده‌اند. واکسن‌های زنده در ایالات متحده ممنوع است و تولید واکسن‌هایی متشکل از آناپلاسما مارجینالهٔ غیرزندهٔ گرفته‌شده از گلبول‌های قرمز گاوی آلوده است که می‌تواند مصونیت ایجاد کند، اما گاوها را مستعد سایر گونه‌های آناپلاسما مارجیناله می‌کند. درمان حمایتی مانند به‌کارگیری فرآورده‌های خونی و مایعات، ممکن است ضروری باشد.